# Géographie du Rwanda
Le Rwanda, surnommé le pays des mille collines, est un pays d'Afrique centrale, parfois aussi considéré comme un pays d'Afrique de l'Est.
Ce petit pays, sans accès à la mer, fait partie de l'Afrique des grands lacs. Il est en frontière avec la République Démocratique du Congo à l'Ouest, l'Ouganda au Nord, la Tanzanie à l'Est, et le Burundi au Sud.

## Géographie physique

### Topographie
L'ensemble du Rwanda est vallonné et se situe à plus de 1 000 mètres d'altitude, le point le plus bas étant sur la rivière Rusizi à 950 mètres d'altitude. La crête séparant le bassin du Congo et celui du Nil parcourt le pays du nord au sud en reliant les montagnes des Virunga à la frontière burundaise, parallèlement au lac Kivu, à une altitude de 2 500 à 3 000 mètres. À l'est de la crête, le plateau central forme une bande d'environ 60 km de large avant de laisser la place à la plaine orientale parsemée de lacs et de marais.

### Hydrologie
La Rwanda comprend deux bassins hydrographiques qui se partagent ses eaux. Le bassin du Congo draine à l'Ouest 33% du territoire et 10% des eaux. Sur la partie Est, le bassin du Nil draine 67% du territoire et 90% des eaux par la Nyabarongo et la Kagera. 
Le plus long fleuve du pays est la Nyabarongo qui prend sa source dans le sud-ouest. Il coule vers le nord, oblique vers l'est puis le sud-est avant de fusionner avec l'Akanyaru pour former la Kagera. La Kagera coule ensuite plein nord le long de la frontière orientale avec la Tanzanie. Le Nyabarongo-Akagera finit par se jeter dans le lac Victoria. Sa source dans la forêt de Nyungwe est un prétendant à la source primaire encore indéterminée du Nil.

### Géologie
Ressources naturelles : un peu d'or, cassitérite, wolframite (minerai de tungstène), méthane (lac Kivu)

### Climat

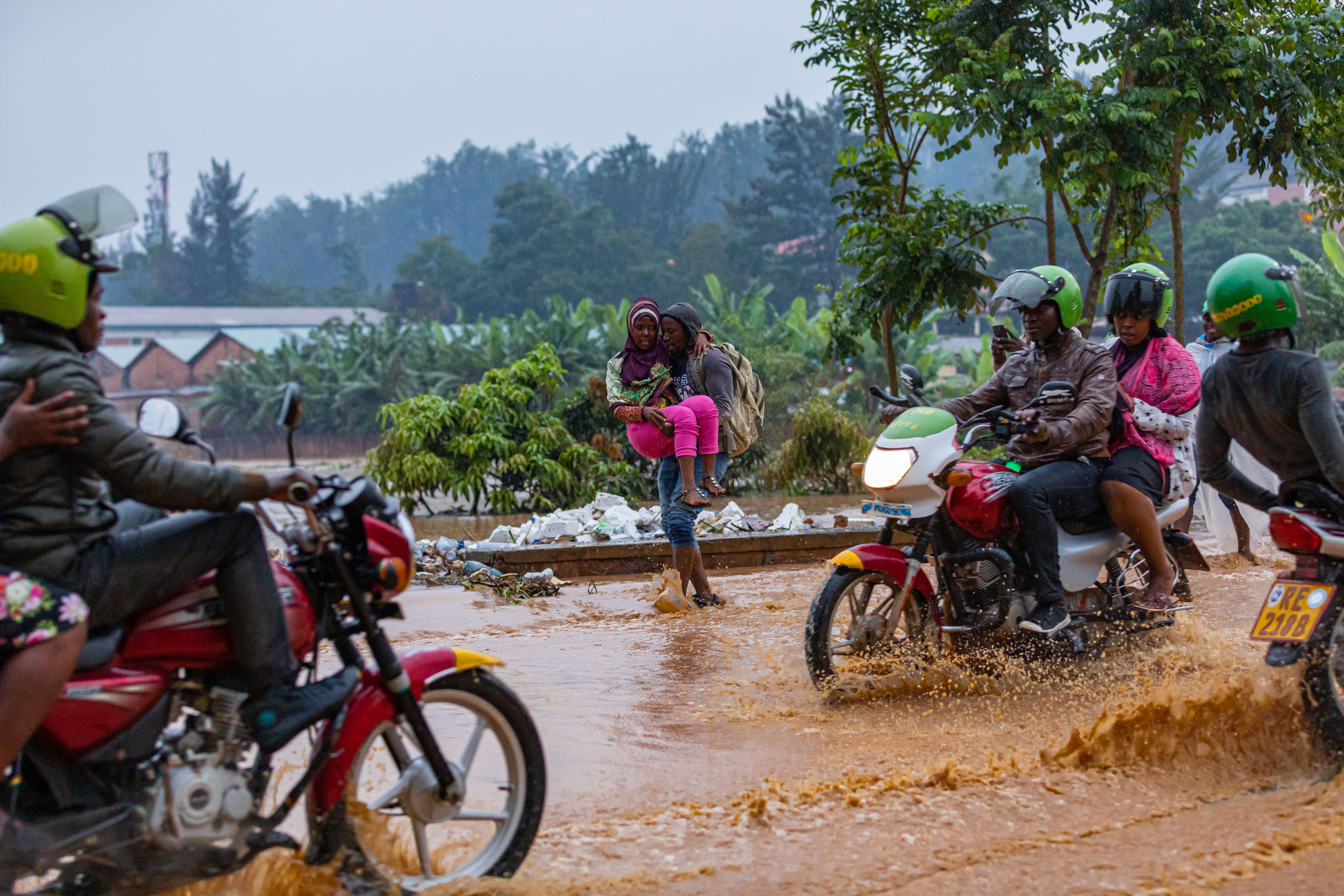
Routes inondées à Kigali (janvier 2020).

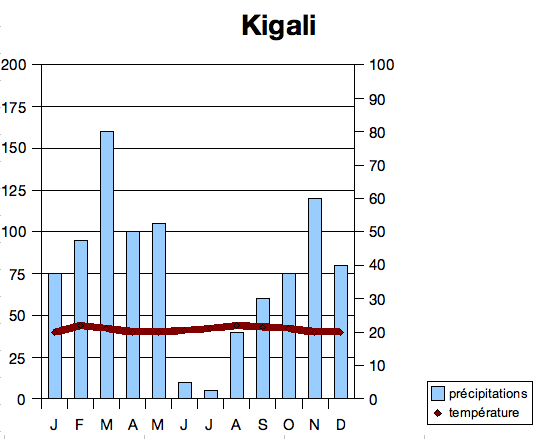
Diagramme ombrothermique de Kigali.

Le climat rwandais est de type équatorial tempéré par l'altitude, avec deux saisons des pluies (de février à avril, puis de novembre à janvier). Les régions les plus hautes de l'ouest sont les plus fraîches, avec une moyenne annuelle inférieure à 15 °C. Il arrive de rencontrer du gel et de la neige en montagne. Le climat devient plus chaud au fur et à mesure que l'on progresse vers l'est ; les grandes chaleurs sont cependant rares.